# Danny Carvajal
Danny Carvajal (* 8. ledna 1989 San Ramón) je kostarický fotbalista.

## Klubová kariéra
S kariérou začal v Brujas FC v roce 2009. V roce 2011 přestoupil do AD San Carlos. V roce 2013 přestoupil do Deportivo Saprissa. V sezónách 2013/14, 2014/15, 2015/16 a 2016/17 tým vyhrál Liga FPD. Mimo Kostarika působil na klubové úrovni v Španělsku a Japonsku.

## Reprezentační kariéra
Carvajal odehrál za kostarický národní tým v roce 2017 celkem 4 reprezentační utkání.

## Statistiky
| Kostarika | Kostarika | Kostarika |
| Roky      | Záp.      | Góly      |
| --------- | --------- | --------- |
| 2017      | 4         | 0         |
| Celkem    | 4         | 0         |

## Úspěchy

### Klubové
Brujas FC
- Liga FPD: 2009/10

Deportivo Saprissa
- Liga FPD: 2013/14, 2014/15, 2015/16, 2016/17